# Sarobides antecedens
Sarobides antecedens är en fjärilsart som beskrevs av Walker 1864. Sarobides antecedens ingår i släktet Sarobides och familjen nattflyn. Inga underarter finns listade.